# Kossuth (Mississippi)
Kossuth è un comune (village) degli Stati Uniti d'America, situato nella contea di Alcorn, nello Stato del Mississippi.